# Indická mytologie

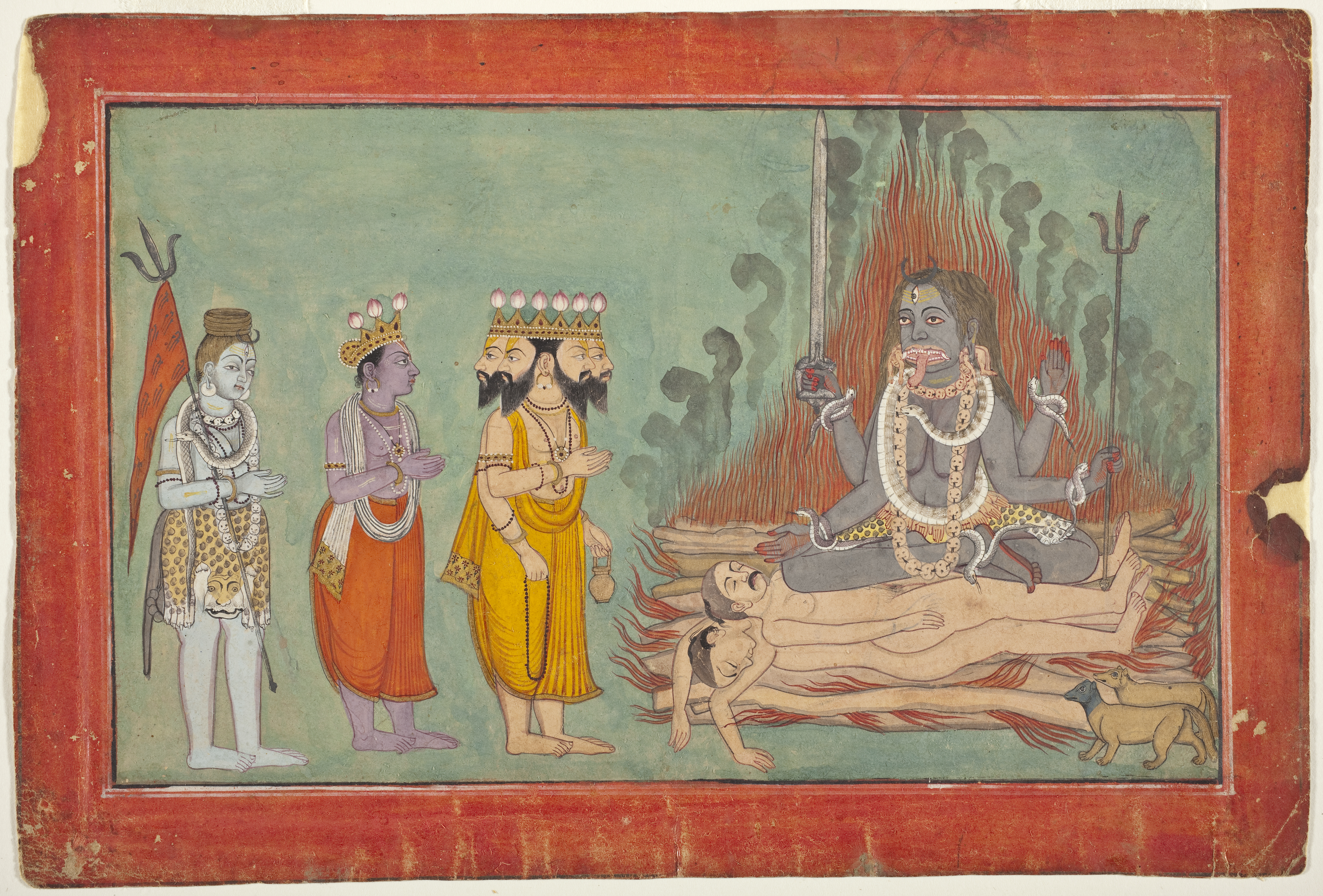
Trimúrti - Šiva, Višnu a Brahmá uctívající Kálí, cca 1740, Basholi, Džammú a Kašmír

Indická, či hinduistická, mytologie je soubor představ a příběhů o stvoření a přirozenosti světa, bozích, démonech a hrdinech vlastní vyznavačům hinduismu. Vzhledem k tomu vymezení hinduismu je nejasné a často velice široké mohou být do indické či hinduistické mytologie zahrnuty pouze mýty náboženských tradic vycházejících z védské tradice, ale také mýty ádivasijů – indických domorodců, nebo dokonce i mýty dalších náboženství vzniklých na indickém subkontinentu: buddhistické, džinistické a sikhské.
Indická mytologie je jako celek velmi rozsáhlá a ve své šíři těžko popsatelná. Mezi její písemné prameny náleží jak literatura psaná v sanskrtu jako starověké védy, eposy Mahábhárata a Rámajána, purány z počátku našeho letopočtu čil lokální vyprávění sthalapurány, ale také bohaté prameny v místních a moderních jazycích. Nedogmatický charakter hinduismu a jeho přístupnost inovacím taktéž vede k tomu že motivy, náměty i postavy jsou vysoce variabilní v času i prostoru.

## Bohové
Védské náboženství, nejstarší forma hinduismu existující přibližně v letech 1750 – 500 př. n. l., se vyznačovalo početným panteonem bohů srovnatelným s panteony jiných indoevropských národů. Mezi nejvýznamnější božstva patřil především hromovládce a král bohů Indra, bůh ohně Agni, bůh stejnojmenného opojného nápoje Sóma, božství blíženci Ašvinové a vládce rta - kosmického řádu, Varuna.
V bráhmanách, textech vzniklých na sklonku védského období, počal získávat na významu Prádžápati „Pán tvorů“, z kterého vzniklo veškeré stvoření. Tento vývoj vedl k panteistickým tendencím vrcholícím v textech zvaných upanišady, podle kterých existuje svrchované neosobní brahman, transcendentní univerzální jsoucno předcházející veškerému bytí. Nakonec došlo kolem roku 200 př. n. l. ke vzniku klasického hinduismu, který přejal předárjských prvků, v kterém se do popředí dostala božstva dříve málo významná či neznámá, především Višnu, Šiva a Šakti, přičemž první dva jmenování tvoří s Brahmou, stvořitelem, začali být známi jako trimúrti. Kromě uctívačů těchto a dalších božstev lze v hinduismu najít i ctitele neosobního boha, avatárů různých božstev, předků a různých duchů.